# Веселий Другий
Весе́лий Другий (рос. Весёлый Второй) — село у складі Акбулацького району Оренбурзької області, Росія.

## Населення
Населення — 196 осіб (2010; 305 у 2002).
Національний склад (станом на 2002 рік):
- росіяни — 42 %
- українці — 35 %